# 위인석

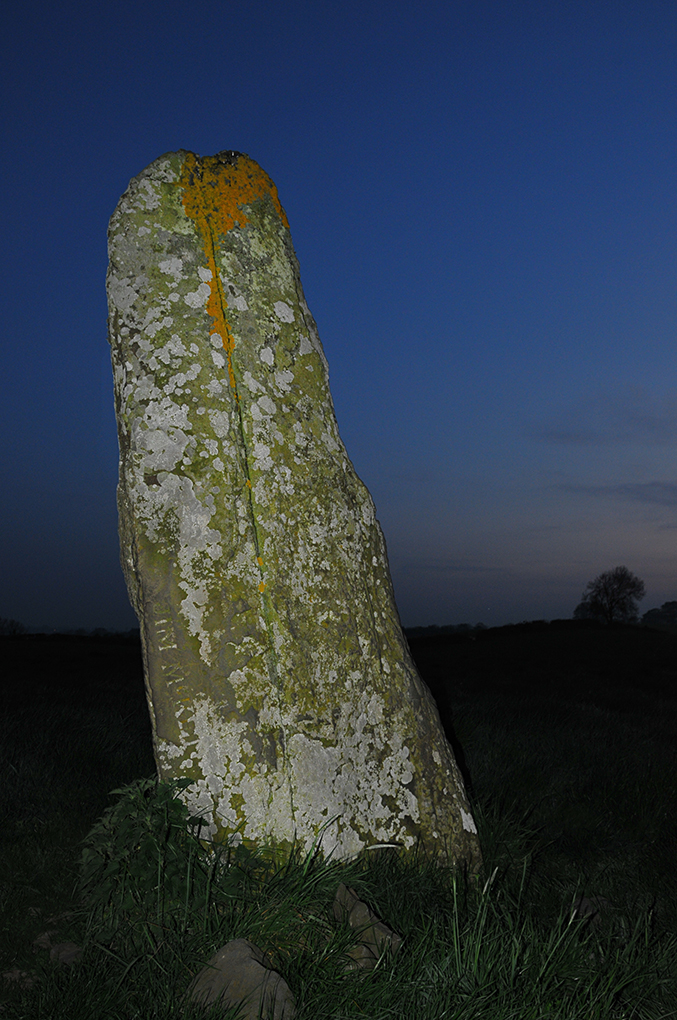

위인석(아일랜드어: Cloch an Fhir Mhóir 클로흐 언 이르 우오르[klˠɔx ənˠ ɪɾʲ wɔːɾʲ], 영어: Stone of the Great man)은 아일랜드 라우스주에 소재한 선돌이다. 아일랜드의 국립기념물 제474호로 지정되어 있다.
높이 3 미터에 달하며, 알 수 없는 먼 옛날, 청동기 시대쯤에 세워진 것으로 생각된다.
아일랜드 신화의 대영웅 쿠 훌린이 죽을 때, 서서 죽기 위해 자기 몸을 묶은 바위가 이 선돌이었다고 전통적으로 전해지며, 쿠훌린 바위(아일랜드어: Cloch Chú Chulainn 클로흐 쿠 훌린)이라고도 한다.